# Peñarroya (Córdoba)
Peñarroya fue un municipio español que desde 1927 forma parte del municipio Peñarroya-Pueblonuevo, perteneciente a la provincia de Córdoba, en la comunidad autónoma de Andalucía.

## Historia
Hacia principios del siglo XIX, la aldea aparece descrita en el sexto volumen del Diccionario geográfico-estadístico de España y Portugal de Sebastián Miñano y Bedoya con las siguientes palabras:

PEÑARROYA, Ald. R. de España, provincia, obisp. y jurisdiccion de Córdoba. A.P., su poblacion está incorporada con Belmez, de quien es anejo. Hay en su térm. minas de carbon de piedra.
(Miñano y Bedoya, 1827, p. 494)

Entre el censo de 1897 y el anterior, aparece este municipio porque se segrega del municipio Bélmez.
El municipio de Peñarroya desapareció en 1927 al incorporarse al de Peñarroya Pueblonuevo.

## Demografía
| Gráfica de evolución demográfica de Peñarroya entre 1897 y 1920 |
| |
| Población de derecho según los censos de población del INE Población de hecho según los censos de población del INEEntre el censo de 1897 y el anterior, aparece este municipio porque se segrega del municipio Bélmez Entre el censo de 1930 y el anterior, este municipio desaparece porque se agrupa en el municipio Peñarroya Pueblonuevo |